# Verwijdersoftware voor metagegevens
Verwijdersoftware voor metagegevens is een type computerprogramma dat is gebouwd om mogelijk privacyschendende metagegevens uit elektronische documenten te verwijderen voordat ze met anderen worden gedeeld. Dit kan gebeuren wanneer een gebruiker deze bestanden bijvoorbeeld als e-mailbijlage verzendt of op het internet plaatst.

## Beschrijving
Metagegevens zijn te vinden in vele soorten bestanden, zoals tekstdocumenten, spreadsheets, presentaties, afbeeldingen, audio en video. Ze kunnen informatie bevatten, zoals gegevens over de auteur van het bestand, data van aanmaak en wijziging van het bestand, locatie, revisiegeschiedenis van het document, miniatuurafbeeldingen en opmerkingen. Het toevoegen van metagegevens aan documenten heeft als voordeel dat de gegevens makkelijker gevonden en ingedeeld kunnen worden. Zo kan men in een zoekmachine die gebruik maakt van metadata bijvoorbeeld direct zoeken naar documenten geschreven door een bepaalde auteur.
Aangezien metagegevens vaak niet duidelijk zichtbaar zijn in auteurstoepassingen (afhankelijk van de toepassing en de instellingen ervan), bestaat het risico dat de gebruiker zich niet bewust is van het bestaan ervan of het vergeet en, indien het bestand wordt gedeeld, privé- of vertrouwelijke informatie onbedoeld wordt blootgelegd. Het doel van metagegevensverwijderaars is het risico van een dergelijk gegevenslek tot een minimum te beperken.
Verwijdersoftware voor metagegevens kunnen in vier groepen worden onderverdeeld:
- Geïntegreerde hulpmiddelen voor het verwijderen van metagegevens, die in sommige toepassingen zijn opgenomen, zoals de Document Inspector in Microsoft Office
- Batch-hulpprogramma's voor het verwijderen van metagegevens, die meerdere bestanden tegelijk kunnen verwerken
- Invoegtoepassingen voor e-mailprogramma's, die ontworpen zijn om metagegevens uit e-mailbijlagen te verwijderen net voor ze worden verzonden
- Servergebaseerde systemen, die ontworpen zijn om automatisch metagegevens te verwijderen in uitgaande bestanden bij de netwerkgateway